# Милн, Лесли
Лесли Вуд Милн (англ. Leslie Woods Milne, 17 октября 1956, Фреймингхем, Массачусетс, США) — американская хоккеистка (хоккей на траве), полевой игрок. Бронзовый призёр летних Олимпийских игр 1984 года.

## Биография
Лесли Милн родилась 17 октября 1956 года в американском городе Фреймингхем, Массачусетс.
Училась в колледже Уильямс, играла за его команды по хоккею на траве и баскетболу.
В 1978—1984 годах играла за сборную США по хоккею на траве. 
В 1984 году вошла в состав женской сборной США по хоккею на траве на летних Олимпийских играх в Лос-Анджелесе и завоевала бронзовую медаль. Играла в поле, провела 5 матчей, мячей не забивала.
В начале 80-х годов работала фотографом. После Олимпиады окончила медицинскую школу университета Темпл в Филадельфии, затем ординатуру со стажировкой в области неотложной медицины в Калифорнийском университете в Сан-Диего. В дальнейшем работала врачом скорой помощи в Массачусетской больнице в Бостоне, сейчас лечащий врач отделения неотложной медицины, доцент кафедры неотложной медицины Гарвардской медицинской школы. Входит в комитет по обеспечению качества неотложной помощи, руководит ежемесячной конференцией отделения по заболеваемости и смертности. Несколько лет проработала в детской больнице Бостона в отделении спортивной медицины и продолжает обеспечивать медицинское страхование местных спортивных мероприятий, включая Бостонский марафон и матчи хоккейного клуба «Бостон Брюинз».